# Димитрије Дука Комнин Кутрул
Димитрије, касније назван Михаило, Дука Комнин Кутрул Анђео (грчки: Δημήτριος (Μιχαήλ) Δούκας Κομνηνός Κουτρούλης Ἄγγελος; fl. 1278–1304) је био трећи син епирског владара Михаила II Комнина Дуке (владао од 1230. до 1268. године) и његове супруге, Теодоре од Арте. 

## Биографија
У изворима се Димитрије први пут јавља 1278. године, када је оженио Ану Комнину Палеологину, ћерку византијског цара Михаила VIII Палеолога и од свог таста добио титулу деспота. Из овог брака је добио двојицу синова: Андроника и Константина. Из другог брака са ћерком Георгија Тертера, бугарског цара, имао је неколико деце. Помиње се у изворима као члан византијске војске која је учествовала у борбама против војске Карла Анжујског приликом опсаде Берата, а двадесет година касније у борбама против Алана. Године 1304. учествовао је у завери против цара Андроника II Палеолога. Завера је откривена, а Димитрије ухапшен. О његовом даљем животу ништа није познато. 